# Эль-Вакра (муниципалитет)
Эль-Вакра (араб. الوكرة‎) — один из семи муниципалитетов в составе Катара, расположенный на юго-востоке страны. На севере граничит с муниципалитетом Эд-Доха, на севере и западе — с муниципалитетом Эр-Райян, на юге — с Саудовской Аравией. Административным центром и крупнейшим городом является одноимённый населённый пункт.
Муниципалитет Эль-Вакра назван по одноимённому городу, наименование которого в свою очередь происходит от слова «вакар» (в переводе с араб. — «птичье гнездо»).
С востока муниципалитет Эль-Вакра омывается водами Персидского залива.